# A két Kip testvér
A két Kip testvér (Les Frères Kip) Jules Verne 1902-ben megjelent kalandregénye.
A művet először a Magasin d'éducation et de récréationban publikálták 1902. január 1-től december 15-ig. Magyarországon először Mikes Lajos fordításában a Magyar Kereskedelmi Közlönyben jelent meg. 1904-ben a Franklin-Társulat is kiadta.

## Történet
|  | Alább a cselekmény részletei következnek! |

A regény egy új-zélandi kikötőben kezdődik, ahol Flig Balt fedélzetmester és Vin Mod kormányos egy kocsmában iszogatva aljas tervet eszel ki a James Cook nevű vitorlás megszerzésére. Első lépésként négy megbízható új matrózra lenne szükségük, hogy a hajó útnak indulhasson, mert az aranyláz miatt létszámhiányban szenvednek. Valójában magukhoz hasonló gazfickókat keresnek, akikkel a derék Gibson kapitányt és a hozzá hű embereket akarják eltenni láb alól. A lebujban kitörő verekedésnek köszönhetően sikerül kalózkodásra hajló társakat találniuk. A hajó útnak indulása után már csak a megfelelő alkalmat várják az újdonsült cimborákkal együtt a zendülés kirobbantásához. A lázadást azonban több váratlan esemény is késlelteti. Először egy hadihajó váratlan felbukkanása zavarja meg az összeesküvőket, később egy hajótörés két túlélőjének (a címszereplőknek) a megmentése. A talpig becsületes holland testvérpár jelenléte ugyanis csökkenti az összeesküvés esélyeit a Csendes-óceánon hajózó James Cookon. A Louisiada-szigetcsoportnál az egyik szélcsendes éjszakán pápuák támadtak rájuk. Sikerült visszaverniük őket, de a küzdelem hevében egy golyó horzsolta Gibson kapitány fejét, még a kalapját is leütötte.
A tasmániai Port-Praslinban egy sűrű erdőben Flig Balt és Vin Mod végrehajtják gaztettüket. A két testvér elveszettnek hitt tőrével meggyilkolják a kapitányt, majd a fegyvert Kip Károly és Péter poggyászába csempészik. A nyomozó hatóság rá is bukkan a fegyverre, cáfolhatatlan bűnjelként használják föl a tárgyaláson, ahol a testvéreket először halálra, majd kegyelemből életfogytiglan tartó kényszermunkára ítélik. Port-Arthur fegyenctelepén az angol felügyelők korbácsai vártak rájuk. A két testvért elszakították egymástól, eltérő helyen dolgoztak, külön zárkába kerültek. Hetenként csak egyszer láthatták egymást: vasárnap, a kápolnában, ahol istentiszteletre gyűltek össze mindannyian.   Egy váratlan fordulat következtében megváltozik a helyzetük: Kip Károly saját életét kockáztatva megmenti a fegyenctelep parancsnokának, Skirtle kapitánynak a fiát egy elszabadult vérebtől. A két Kip irodába kerül, ahol könnyebb munkát kap. Ez a többi fegyenc gyűlöletét váltja ki, de két ír rab a holland fivérek mellé áll. Az írek hazájuk függetlenségéért harcoltak, politikai okokból kerültek börtönbe. Szökésre készülnek, egy honfitárs fegyőr és külső segítséggel. A két holland testvér többször a bírói tévedésről beszélget, amelynek áldozatul estek. Mind a ketten remélik, hogy ártatlanságuk előbb-utóbb kiderül.
|  | Itt a vége a cselekmény részletezésének! |

## Szereplők
- Kip Károly és Kip Péter
- Gibson kapitány
- Nat Gibson, a kapitány fia
- Hawkins úr, hajótulajdonos
- Flig Balt fedélzetmester
- Vin Mod kormányos
- Skirtle kapitány, fegyenctelep vezetője
- MacCarthy és O'Brien: ír titkos szövetség tagjai[2]
- Farnham, fegyőr

## Magyarul
- A Kip testvérek. Regény; ford. Mikes Lajos; Magyar Kereskedelmi Közlöny, Bp., 1903 k. (Verne Gyula munkái)
- A két Kip-testvér. Regény. George Roux eredeti rajzaival; Franklin, Bp., 1904 (Verne Gyula összes munkái)
- A két Kip-testvér; ford. Zigány Árpád, Majtényi Zoltán, sajtó alá rend. Majtényi Zoltán; Unikornis, Bp., 2000 (Jules Verne összes művei)

## Képgaléria

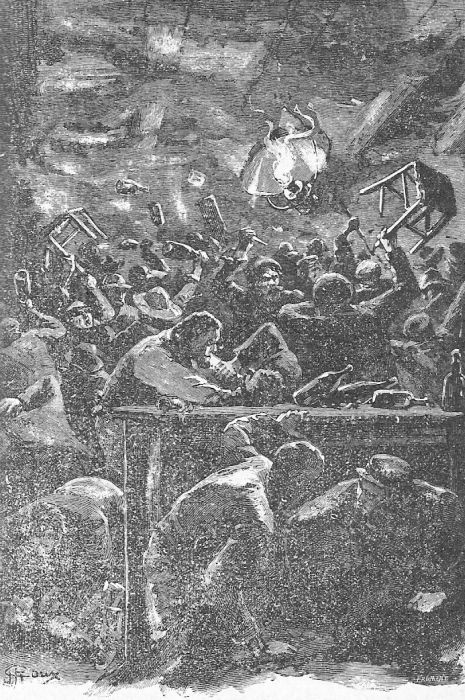
Verekedés a «Három szarkához» címzett csapszékben
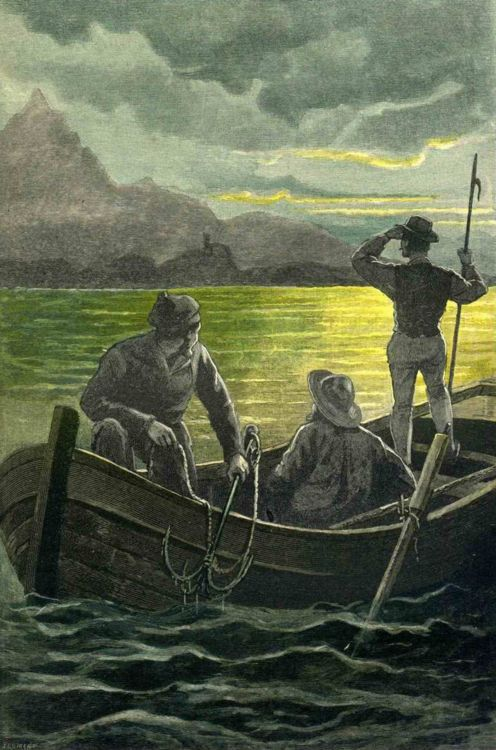
A Norfolk-sziget közelében
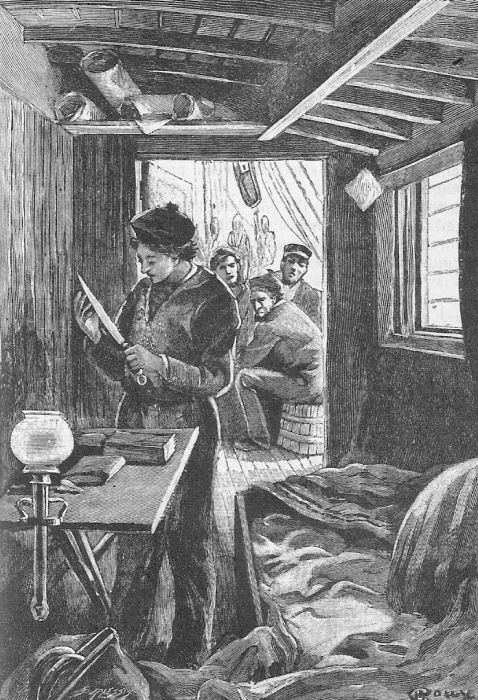
A maláj tőrkés
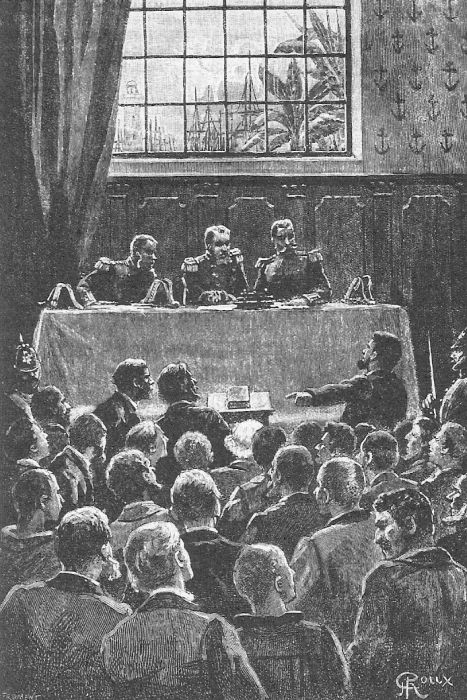
A tárgyalás
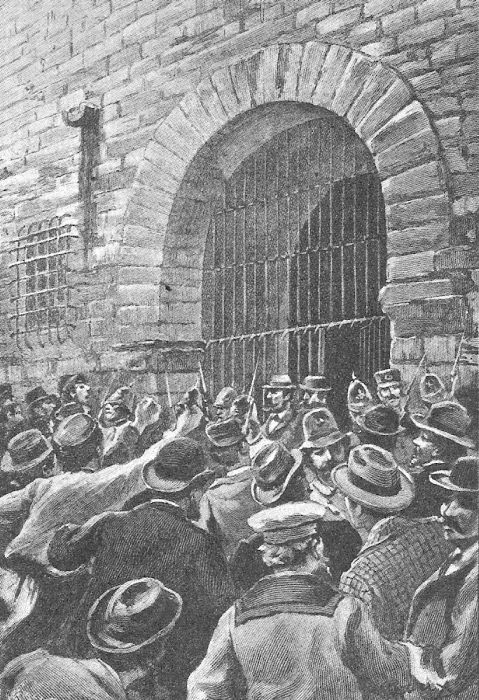
A felháborodott, tolongó tömeg
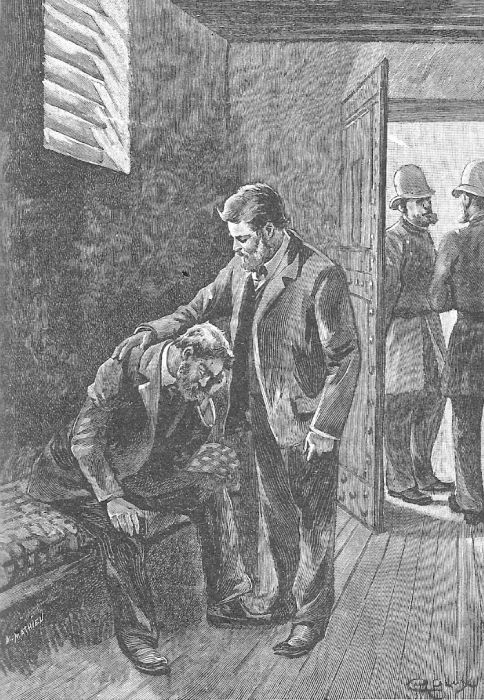
A siralomházban